# Catedral de la Inmaculada Concepción (Nagasaki)
La Catedral de la Inmaculada Concepción, también conocida como la catedral de Urakami (en japonés: 浦上天主堂 Urakami Tenshudō) es una catedral católica localizada en el distrito de Urakami, Nagasaki, Japón. Es la catedral de la arquidiócesis de Nagasaki.

## Historia
La catedral de Urakami cuenta con un estilo neorrománico, y la construcción se inició en 1875, después de que la persecución del cristianismo fuera abolida.
En 1865, el sacerdote francés Bernard Petitjean descubrió que casi todos los aldeanos de Urakami eran cristianos. Entre 1869 y 1873, más de 3600 aldeanos fueron desterrados. Durante su exilio murieron 650 mártires. Los perseguidos Kakure Kirishitan (cristianos ocultos) volvieron a su aldea después de siete años en 1873, y decidieron construir su propia iglesia. 
Compraron la tierra al jefe local en el lugar donde las humillantes interrogaciones habían tomado lugar por dos siglos. Estas interrogaciones "fumie" requerían a los presentes pisar imágenes religiosas de la Virgen María o Jesús. Por lo que los aldeanos de Urakami pensaron que era el lugar apropiado considerando la memoria de su persecución y la de sus antepasados. La construcción de la catedral la inició el padre Francine y fue completada bajo la dirección del padre Regani. Las columnas frontales presentaban 64 metros de altura y fueron erigidas en 1875. La catedral terminó de construirse en el año 1925 (Taishō 14), para ese entonces era la catedral católica más grande del este de Asia.
Desafortunadamente la bomba atómica que cayó sobre Nagasaki el 9 de agosto de 1945 detonó en Urakami, a tan solo 500 m de la catedral, destruyéndola completamente. Como estaban en la novena de la solemnidad de la Asunción de María se llevaba a cabo misa ese día y muchos cristianos estaban congregados en la iglesia. Debido a la gran reacción térmica de la deflagración y derrumbe total del edificio todos los asistentes murieron.

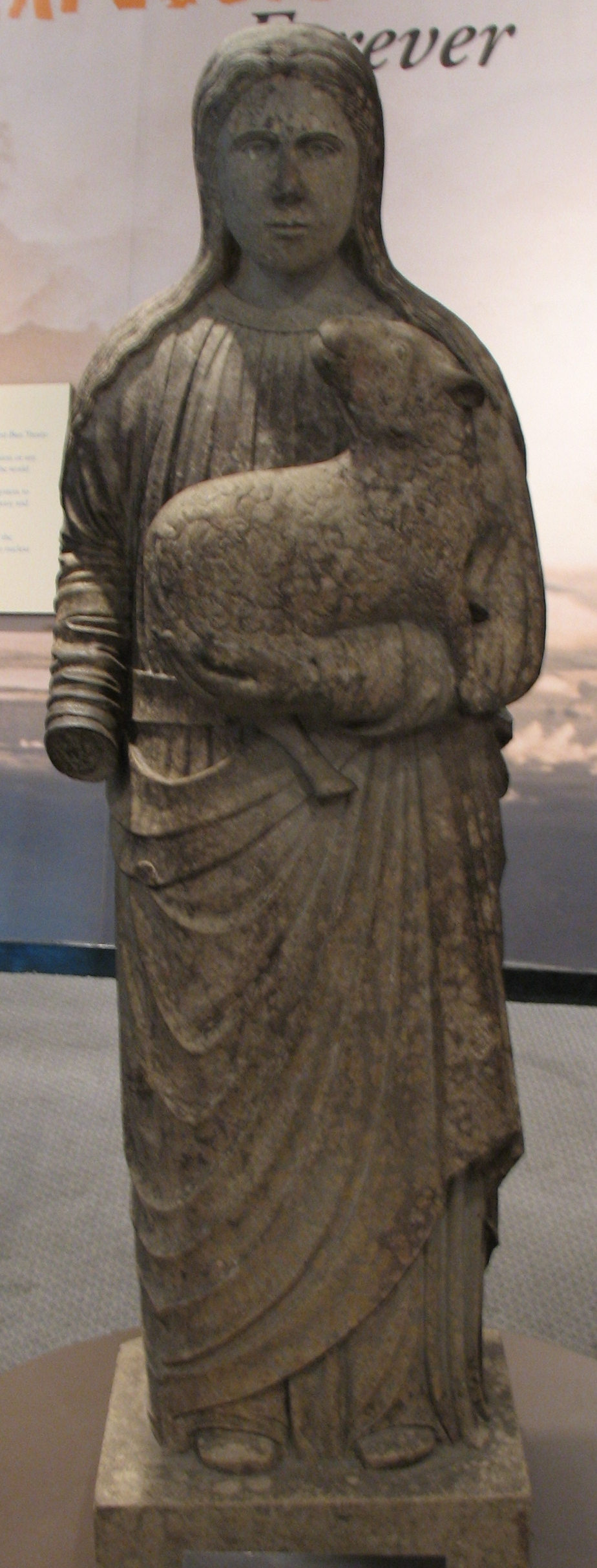
Santa Inés de Urakami, una de las esculturas afectadas por la bomba atómica; actualmente se muestra en la Sede de las Naciones Unidas.

Años más tarde, en 1959 se reconstruyó nuevamente la catedral en su lugar y forma original, después de serios debates entre en el gobierno de la ciudad de Nagasaki y la congregación. El gobierno de la ciudad sugirió preservar la catedral destruida como patrimonio histórico, y ofreció un nuevo sitio alterno para la nueva catedral. Sin embargo, los cristianos en Nagasaki se opusieron fervientemente y decidieron que la catedral fuera reconstruida en su sitio original por razones históricas y el aun mayor patrimonio histórico y gran simbolismo que representaba.
El lugar es un símbolo de la persecución de los cristianos en Japón y su sufrimiento. En 1980 fue remodelada usando ladrillo visto de manera que tuviera una apariencia más similar al estilo original francés.
Las estatuas y objetos dañados en el bombardeo, incluyendo la campana del Angelus de origen francés, se encuentran ahora en exposición. El cercano Parque de la paz de Nagasaki contiene restos de las paredes de la catedral original. El resto se encuentra en exposición en el Museo de la Bomba Atómica de Nagasaki.

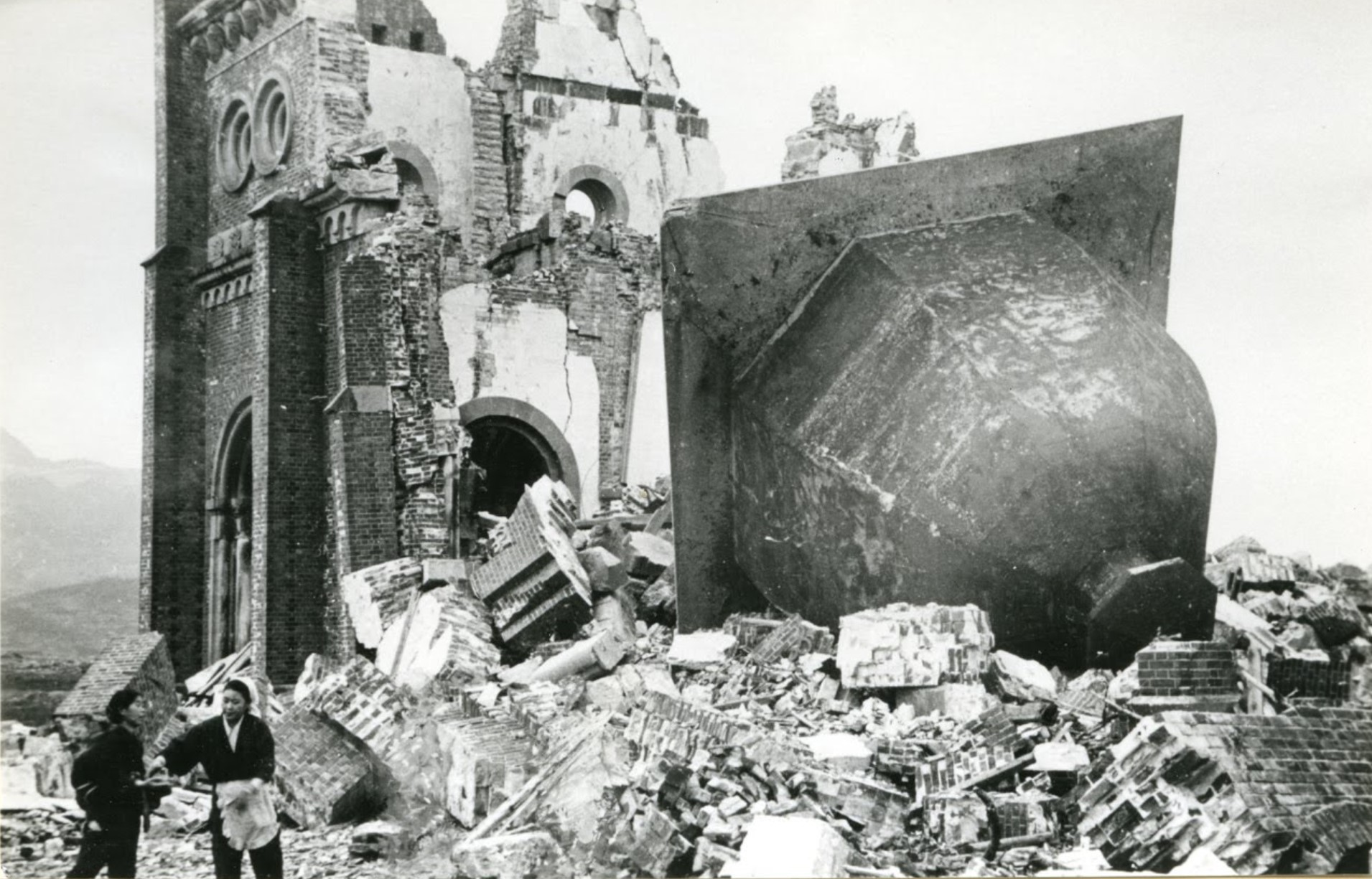
Catedral de Urakami, 7 de enero de 1946.